# Liste der Bürgermeister von Frankfurt (Oder)

Wappen der Stadt Frankfurt (Oder)

Die Liste der Bürgermeister von Frankfurt (Oder) führt chronologisch die Stadtoberhäupter der deutschen Stadt Frankfurt (Oder) auf. Bis 1808 waren dies Bürgermeister, ab 1808 wurden die Stadtoberhäupter Oberbürgermeister benannt. 

## Vor dem 17. Jahrhundert (unvollständig)
- Perzko Lewe[1]
- Friedrich Belckow der Ältere
- Johann Beyer
- Hencze Jesar, auch Heinrich Jesar
- Johann Renner
- Friedrich Schultze (auch: Friedrich Belkow)
- Ellias Bellin
- Petrus Svevus
- Siegmund Schaum (auch: Siegmund Schum)
- Egbert Schaum
- Hieronymus Jobst, gest. 1540, Großvater von Wolfgang Jobst
- Laurentius Schreck, gest. 1541
- Caspar Wiederstat, gest. 25. Juli 1561
- Petrus Petersdorf
- Christoph Wins, gest. 20. Juni 1553
- Joachim von Blankenfelde (1529–1612)
- Albrecht Wins, gest. 16. Juli 1583
- Thomas Riebe, geb. 1520, gest. 26. Januar 1559
- Michael Bolfras, 28 Jahre lang Bürgermeister, gest. 8. Juli 1577
- Georgius Reinhard (1577–1584), gest. Anfang Dezember 1599
- Adam Bolfras, (1585), gest. Juni 1596, Richter, Sohn des Michael Bolfras
- Benediktus Stymmel (1584–1594), geb. 1522, gest. Juli 1602
- Samuel Praetorius (1594–1597), gest. 2. Oktober 1605

## 17. Jahrhundert (unvollständig)

### 1600–1650
- Christian Prüfer (1597–1601), gest. 8. August 1607
- Johann Heber (1601–1604), gest. Ende Mai 1613
- Friedrich Schaum (1604–1606), gest. 23. November 1615
- David Reinhard (1606–1609), gest. Ende Februar 1630
- Sixtus Sandreuter (1609–1613), gest. 1624
- Samuel Krüger (1613–1616), gest. 3. April 1631
- Hieronymus Müller (1616–1625), geb. 11. November 1577, gest. 11. November 1634
- Johannes Thyme (1625–1630), gest. 22. Februar 1630
- Samuel Gerstman (1630–1631), gest. 5. Oktober 1652, Sohn des Sebastian Gerstmann
- Friedrich Meurer (1631–1633), gest. 14. März 1649, auch Franz Meurer, Friedrich von Drossen
- Ægidius Gastmeister (1633–1635), gest. 1638
- Georgius Müller (1635–1638), geb. in der Lebuser Vorstadt, gest. 15. November 1645
- Sigismundus Sandreuter (1638–1644), gest. 22. März 1642, Sohn des Sixtus Sandreuter
- Michael Kretschmar (1644–1650), geb. 1600, gest. 1681

### 1650–1700
- Henning Thieß (1650–1651), geb. in Frankfurt (Oder), gest. 25. Februar 1658
- Melchior Hoffmann von Greiffenpfeil (1651–1652), bis 1654 Melchior Hofman, geb. 1596, gest. 9. Mai 1659
- Hieronymus Müller (22. Januar 1622–23. Januar 1622), gest. 23. Januar 1622
- Johann Wanser (1657–1660), gest. 3. September 1676
- Joachimus Decher (1660–1660), gest. 24. Juni 1667, erster Bürgermeister reformierter Religion
- Adam Selle (1660–), gest. 28. Dezember 1663
- Sigmund Schultze (1666–1668), gest. 27. Mai 1678
- Daniel Booes (1668–1671), geb. in Bremen, gest. 25. Juli 1676
- Jonathan le Clerq (1671–1677), geb. in Köthen, gest. August 1692
- Marcus Stubbe (1677–1679), gest. 17. März 1678
- Cölestin Hoffmann von Greifenpfeil (1679–1679)
- Johann Jacob Thiele (1679–1682), gest. 4. Januar 1700
- Tido Heinrich von der Lith (1682–1688), geb. 1646 in Bremen, gest. 1698
- Erdman Bartholdi (1688–1692), 6. April 1696
- Melchior Genge (1692–1696), geb. in Lobesentz, gest. 18. April 1696
- Jeremias Schrei (1696–), gest. 28. September 1699

## 18. Jahrhundert (unvollständig)
- Johann Samuel Ungnad (1751–1779), geb. 1710, gest. 1779

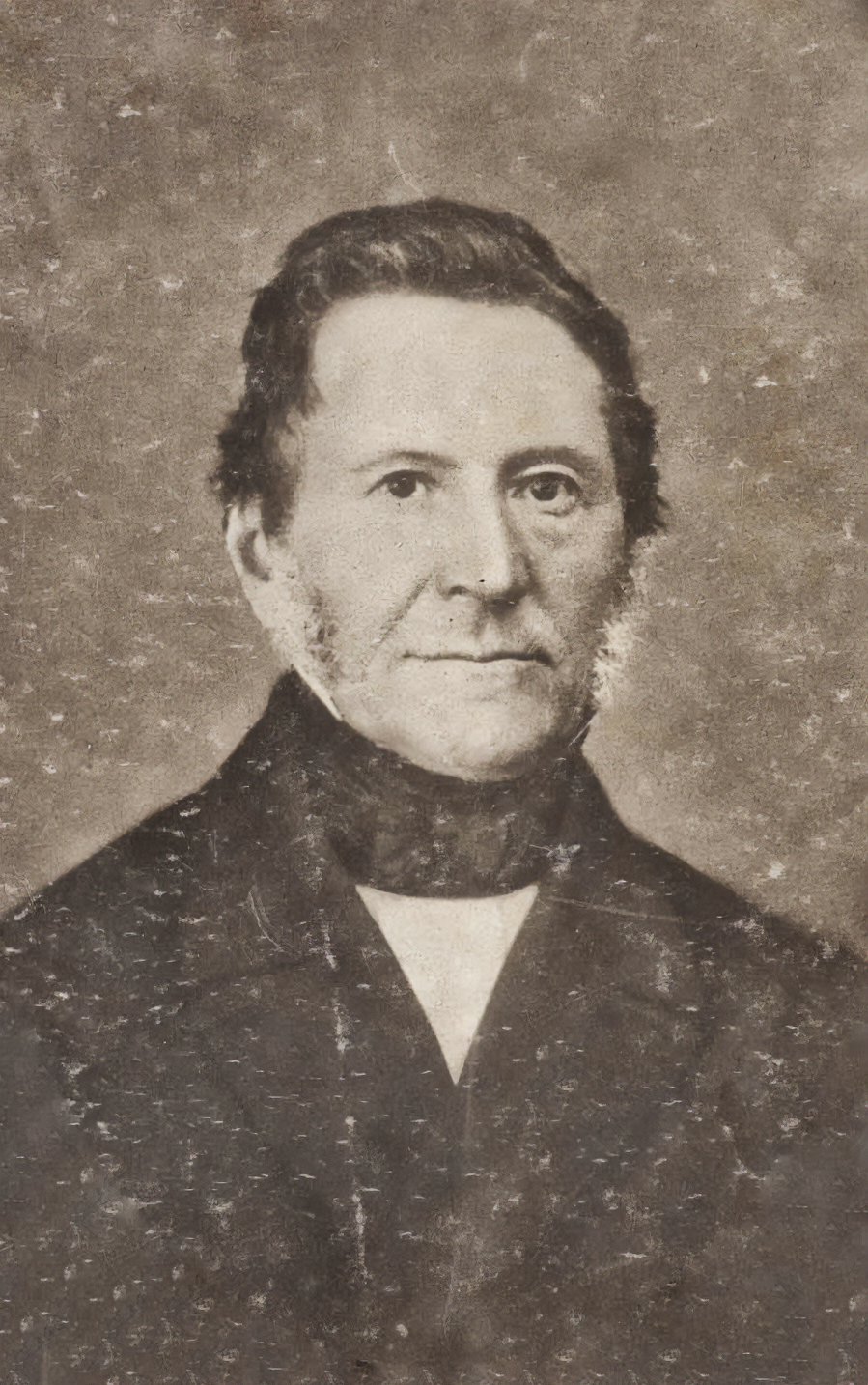
Julius Eduard Ludwig Gensichen, Bürgermeister von 1838 bis 1850

## 19. Jahrhundert
- Paul Heinrich Trummer (1779–1808)

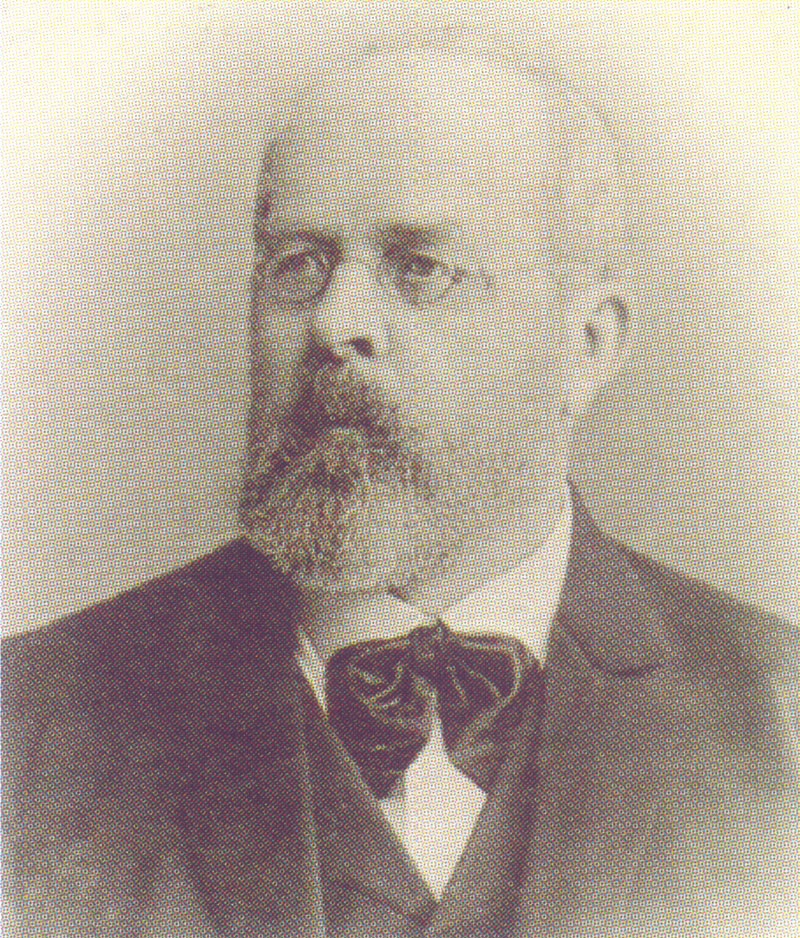
Hermann Friedrich Wilhelm von Kemnitz, Oberbürgermeister von 1871–1894

- Johann Heinrich Freytag (1808–1809), erstes Stadtoberhaupt unter der Bezeichnung Oberbürgermeister
- Friedrich Gottlieb Krüger (1809–1810)
- Karl Heinrich Endell (1810–1816)
- Johann Gottlieb Lehmann (1816–1837)
- Julius Eduard Ludwig Gensichen (1838–1850)
- Theodor Spilling (1850–1852)
- Alfred Friedrich Ludwig Albert Piper (1852–1864)
- Friedrich Dagobert Deetz (1864–1871)
- Hermann Friedrich Wilhelm von Kemnitz (1871–1894)

## 20. Jahrhundert
- Paul Adolph (1894–1903)
- Georg Richter (1903–1917)
- Paul Trautmann (1917–1925)
- Gustav Adolf Hugo Max Kinne (1925–1933)
- Martin Albrecht (NSDAP) (1933–1943)
- Gero Friedrich (1943)
- Viktor von Podbielski (NSDAP) (1943–1945)
- Ernst Ruge (SPD) (1945–1946)
- Oskar Wegener (SED) (1946–1948)
- Willy Jentsch (SED) (1949–1950)
- Erwin Hinze (SED) (1950–1955)
- Else Noack (SED) (1955–1960)
- Lucie Hein (SED) (1960–1965)
- Wolfgang Klaus (SED) (1965)
- Fritz Krause (SED) (1965–1990)
- Bernhard Wündisch (SED) (1990)
- Wolfgang Denda (SPD) (1990–1992)

## 21. Jahrhundert
- Wolfgang Pohl (Neues Forum, SPD) (1992–2002)
- Martin Patzelt (CDU) (2002–2010)
- Martin Wilke (parteilos) (2010–2018)
- René Wilke (parteilos, bis 2024 Die Linke) (2018–2025)